# Ludwig Augustinsson
Ludwig Augustinsson (Estocolm, 21 d'abril de 1994) és un futbolista suec que juga en la demarcació de lateral esquerre pel Werder Bremen i la selecció sueca.

## Internacional
Va fer el seu debut amb la selecció de futbol de Suècia el 15 de gener de 2015 en una trobada amistosa contra Costa d'Ivori en el Estadi Xeic Zayed, partit que va finalitzar amb un resultat de 0-2 a favor del combinat suec després dels gols de Johan Mårtensson i Marcus Rohdén.

## Clubs
| Club              | País      | Any         | Partits | Gols |
| ----------------- | --------- | ----------- | ------- | ---- |
| IF Brommapojkarna | Suècia    | 2011 - 2012 | 31      | 2    |
| IFK Göteborg      | Suècia    | 2013 - 2014 | 42      | 1    |
| FC Copenhaguen    | Dinamarca | 2015 -      | 56      | 3    |

## Palmarès

### Campionats nacionals
| Títol                  | Club           | País      | Any  |
| ---------------------- | -------------- | --------- | ---- |
| Copa de Suècia         | IFK Göteborg   | Suècia    | 2013 |
| Superliga de Dinamarca | FC Copenhaguen | Dinamarca | 2016 |
| Copa de Dinamarca      | FC Copenhaguen | Dinamarca | 2015 |
| Copa de Dinamarca      | FC Copenhaguen | Dinamarca | 2016 |